# Emily Dickinson

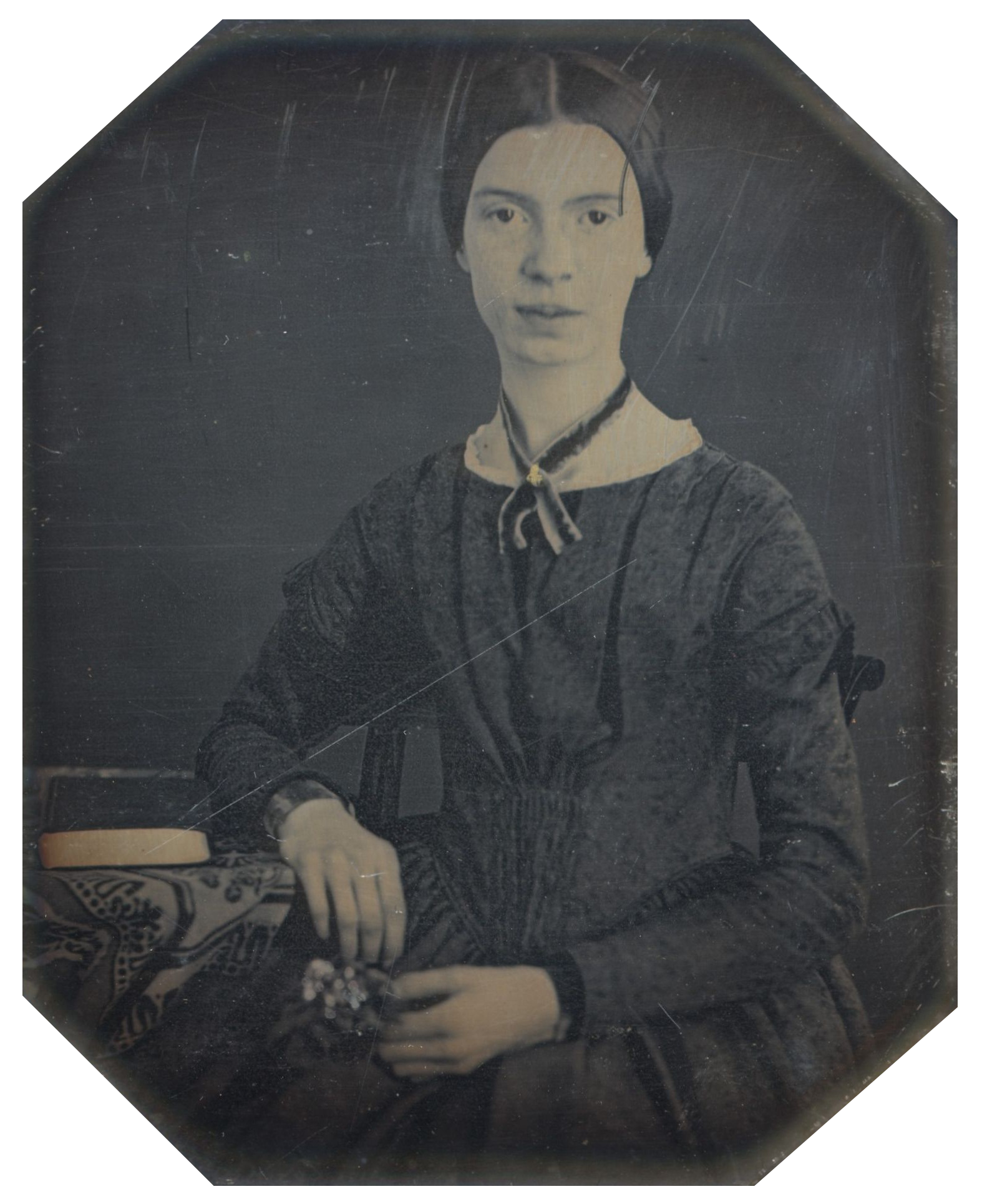
Emily Dickinson

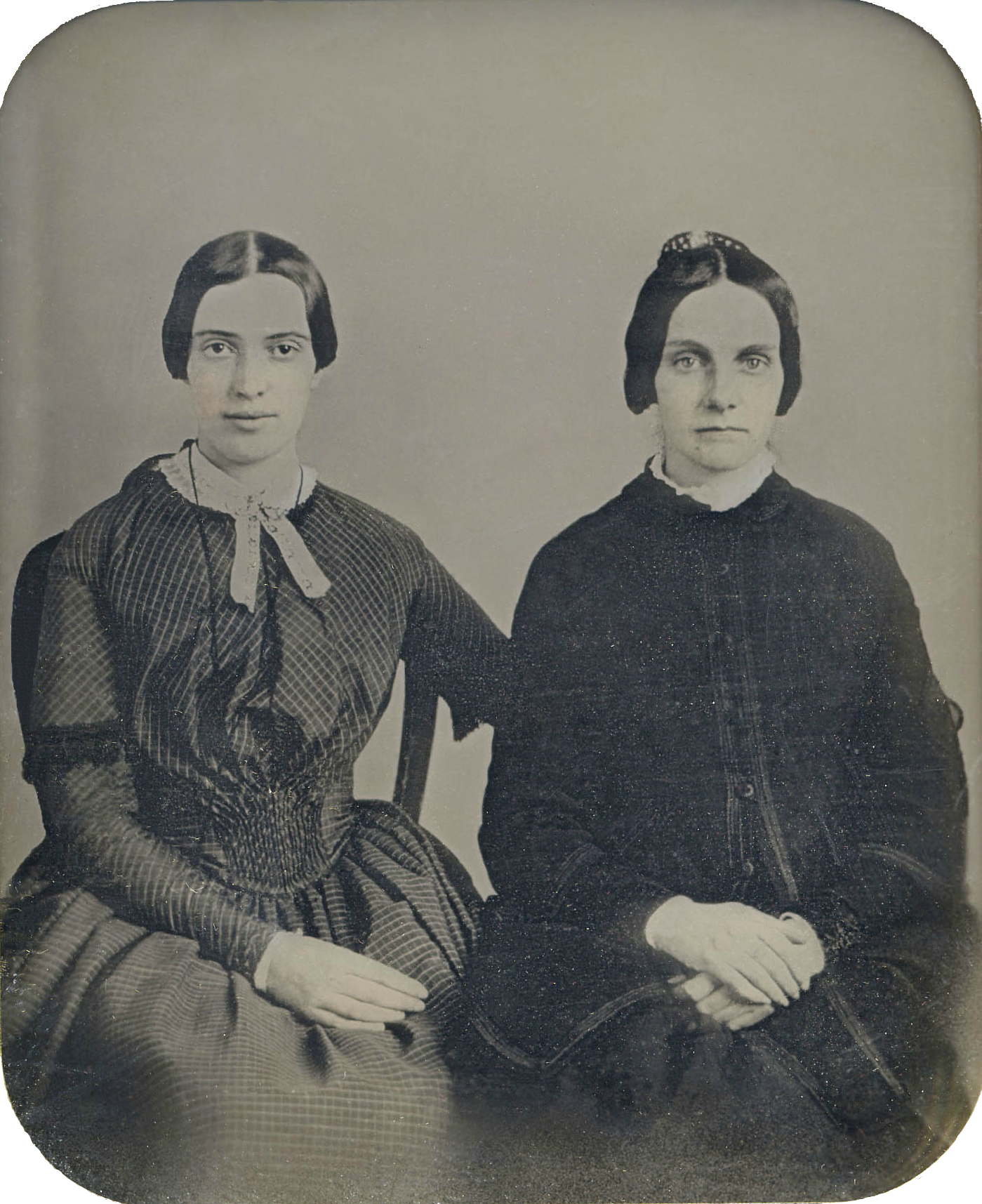
Emily Dickinson (links). Diese Fotografie wurde erst im Jahr 2012 entdeckt, bislang jedoch nicht authentifiziert.

Emily Elizabeth Dickinson (* 10. Dezember 1830 in Amherst, Massachusetts; † 15. Mai 1886 ebenda) gilt als bedeutende US-amerikanische Dichterin. Ihre Gedichte, erstmals 1890 nach ihrem Tod veröffentlicht, scheinen stilistisch vielfach ins 20. Jahrhundert vorzugreifen.

## Biografie
Emily Dickinson war eines von drei Kindern des Politikers Edward Dickinson (1803–1874) und seiner Frau Emily Norcross (1804–1882), die am 6. Mai 1828 geheiratet hatten. Ihre Geschwister waren William Austin Dickinson (1829–1895, genannt „Austin“) und Lavinia Norcross Dickinson (1833–1899, genannt „Vinnie“). Emily Dickinson verbrachte ihr gesamtes Leben in Amherst, Massachusetts. Sie entstammte einer alteingesessenen, calvinistischen Familie. Ihr Vater war Rechtsanwalt und Schatzmeister des Amherst College, das ihr Großvater gegründet hatte, sowie zeitweise auch Kongressabgeordneter. Emily besuchte die Amherst Academy (1840–1847), wo sie Unterricht in klassischer Literatur, Latein, Geschichte, Religion, Mathematik und Biologie erhielt. Danach wechselte sie auf das Mount Holyoke Female Seminary (1847–1848), eine konservativ-evangelikale Schule für Mädchen. Dort fiel sie ihren Lehrern durch ihre Intelligenz auf. Sie war physisch und psychisch anfällig und brach die Schule nach einem Jahr ab.
Seit 1850 hegte sie eine Vorliebe für weiße Kleidung und zog sich mehr in die Einsamkeit zurück. Sie empfing nur wenige Besucher und machte selbst selten Besuche. Sie galt als menschenscheu und verbrachte die meiste Zeit in ihrem Zimmer. Dieses ist heute als Emily Dickinson Museum der Öffentlichkeit zugänglich und als National Historic Landmark im National Register of Historic Places eingetragen.
Emily Dickinson stand mit einer Reihe von Bekannten und Verwandten in Briefkontakt, persönliche Kontakte pflegte sie aber nur zu wenigen Menschen. Dazu gehörte neben ihrer Schwester Lavinia und ihrem Bruder Austin und dessen Frau Susan, einer Jugendfreundin der Dichterin, auch der Geistliche Charles Wadsworth aus Philadelphia. In ihm sah sie einen Seelenverwandten, den sie als dearest earthly friend bezeichnete. Der Kontakt brach ab, als Wadsworth nach San Francisco ging. Der spätere Herausgeber ihrer Werke, Thomas Wentworth Higginson, mit dem sie über viele Jahre korrespondierte, ist ihr nach eigener Aussage in all der Zeit nur zweimal von Angesicht zu Angesicht begegnet.
Mit Susan Huntington Gilbert Dickinson verband Dickinson seit ihrer Jugend eine enge Freundschaft. Obwohl in unmittelbarer Nachbarschaft lebend, sandte Dickinson ihr fast täglich teilweise leidenschaftliche Briefe und insgesamt über 250 Gedichte. Die nach Auffassung mancher Wissenschaftler auch romantische Bindung blieb bis zu Dickinsons Tod bestehen und Susan gilt heute als eine der wichtigsten Bezugspersonen Dickinsons.
Die ersten Gedichte von Emily Dickinson, die sie ab etwa 1858 in Heften ordnete und zusammenfasste, stammen aus dem Jahr 1850. Die fruchtbarste Schaffensphase (1860–1870) war von zunehmender Vereinsamung und Krankheit überschattet. Nur sieben ihrer insgesamt 1775 Gedichte wurden zu ihren Lebzeiten veröffentlicht, viele fanden jedoch den Weg in die Öffentlichkeit in Briefen an Freunde und Verwandte.
Emily Dickinson starb am 15. Mai 1886. Ihre Todesursache ist unklar; im Kirchenbuch von Amherst ist von Bright’s disease, also einem Nierenleiden, die Rede. Emily Dickinsons letzte Worte waren: „I must go in, for the fog is rising.“
Es sind bislang lediglich zwei Fotografien von Emily Dickinson als authentisch identifiziert worden: die berühmte Daguerreotypie von 1847 oder 48, die sich im Archiv des Amherst College befindet, sowie ein erst 2012 entdecktes Foto von 1859 aus einer Privatsammlung.

## Werkausgaben und Nachlass
Die Interpretation der Gedichte von Emily Dickinson ist bisweilen schwierig, da es keine autorisierte Endfassung gibt. Einige der Gedichte liegen in mehreren Fassungen vor, manche sind nur im Entwurfsstadium vorhanden, die der Herausgeber der ersten Gesamtausgabe in seiner Einführung als „semifinal drafts“ (dt.: halbfinale Entwürfe) bezeichnet. Emily Dickinson hatte zu Lebzeiten einige ihrer Gedichte dem Verleger Thomas Wentworth Higginson überlassen, der ihr aber von einer Veröffentlichung abgeraten hatte.
Nach Emilys Tod 1886 hatte ihre Schwester Lavinia, Emilys Anweisung folgend, begonnen, die hinterlassenen Schriftstücke zu verbrennen. Als sie das Ausmaß des dichterischen Werks ihrer Schwester erfasste, wollte Lavinia die Gedichte publizieren und wandte sich zunächst an Susan Dickinson, dann an Higginson. Als beide keine Initiative ergriffen, nahm Lavinia Kontakt mit Mabel Todd, der langjährigen Geliebten ihres Bruders Austin, auf. Diese machte sich daran, die in unterschiedlichsten Schreibstadien und mit zahlreichen Änderungen versehenen, teils auf losen Zetteln notierten Gedichte zu transkribieren. 1889 nahm sie Kontakt mit Higginson auf, der nun einer Ausgabe zustimmte. Gemeinsam mit Todd schritt er dabei zu einer umfassenden „Korrektur“ von Dickinsons als sperrig empfundenem Stil, ihrer unorthodoxen Zeichensetzung und Grammatik und gab den Gedichten Titel. Die Edition erschien 1890 unter dem Titel Poems by Emily Dickinson und erlebte innerhalb eines Jahres sechs Auflagen. Der zweite Band kam 1891 heraus und war ähnlich erfolgreich, der dritte ging 1896 in Druck. Hinzu trat eine Edition von Emily Dickinsons Briefen 1894. Die Bearbeitung der Werke und Briefe war von persönlicher Voreingenommenheit gegenüber Susan Dickinson, der Ehefrau von Austin Dickinson, bestimmt, deren Rolle als Adressatin einiger Gedichte Emilys eliminiert wurde. Emily hatte Susan Dickinson viele Gedichte zugesandt. Susans Tochter Martha („Mattie“) Dickinson Bianchi begann 1913, die aus dem Besitz ihrer Mutter an sie übergegangenen Schriften zu publizieren, diese Edition  enthielt ebenfalls massive Eingriffe in den Text. Mabel Loomis Todd stellte ihre editorische Arbeit daraufhin ein. Nach ihrem Tod 1932 widmete sich Mabels Tochter Millicent der Herausgabe der nun in ihren Händen befindlichen Werke. Während  Matties Lebensgefährte die vormals in ihrem Besitz befindlichen Werke nach ihrem Tod an die Universität Harvard verkaufte, übergab Millicent Bingham ihren Anteil des Dickinson-Nachlasses dem Amherst College. Harvard und Amherst halten somit heute den Großteil des Nachlasses von Emily Dickinson.
Die erste kritische Gesamtausgabe ihrer Werke in drei Bänden unter dem Titel The Poems of Emily Dickinson, Ed. Th. H. Johnson (Cambridge, Mass., 1955) folgt allen bekannten Manuskripten in unveränderter Form und gilt als Standardwerkausgabe. Daneben steht die etwas modernere Gesamtausgabe in 3 Bänden: The Poems of Emily Dickinson, Ed. R.W. Franklin, (Cambridge, Mass., 1998) und die einbändige Reading Edition dazu von 1999 ohne Textvarianten und ohne kritischen Apparat.

## Das lyrische Werk
Obwohl Emily Dickinson fast ihr ganzes Leben in ihrem Haus verbrachte, ist ihr lyrisches Werk von enormer Weite geprägt. Emily Dickinsons begrenzter Erfahrungsradius hat ihr Schaffen nicht eingeschränkt, sondern gefördert, denn sie war mittels ihrer Vorstellungskraft in der Lage, die kleine und überschaubare Welt, in der sie lebte, in eine große Welt zu verwandeln.
To make a prairie it takes a clover and one bee,

One clover, and a bee,

And revery.

The revery alone will do,

If bees are few.
Als Zeitgenossin von Walt Whitman hat man Emily Dickinson „einen epigrammatischen Walt Whitman“ genannt und sie wegen ihrer Nähe zu den englischen metaphysischen Dichtern, besonders zu George Herbert, als „puritanische Metaphysikerin“ bezeichnet. Auch andere Aussagen von Kritikern, dass Emily Dickinson „eine private Dichterin, die unermüdlich schreibt, so wie andere Frauen kochen oder stricken“ (a private poet, who wrote indefatigably, as other women cook or knit) oder „ein Vulkan, der in einem Eisblock ausbricht“ (a volcano erupting in a block of ice) sei, zeigen, wie schwer es ist, sie einer bestimmten Richtung der Lyrik zuzuordnen.
Ihre bevorzugten Themen sind Natur, Liebe, Tod und Todeserwartung, Unsterblichkeit und auch Entsagung und Verzicht (renunciation) sowie die Transzendenz des Zeitlichen. Hält sich die träumerisch vollzogene Entstehung einer Prairie aus clover (Klee) und bee (Biene) in den Gedichtzeilen oben noch im Bereich des Weltimmanenten, so gewinnt in dem Gedicht Indian Summer (dt. in etwa: Altweibersommer) eine gewohnte jahreszeitliche bzw. klimatische Erscheinung einen unmittelbaren Bezug zur Ewigkeit. Obwohl dieses Gedicht in der Gegenwart bleibt, wird mit der Anrufung des Sakraments des heiligen Abendmahls (Oh sacrament of summer days, Oh, last communion of the haze) das Phänomen des Spätsommers nach dem Scheitern einer versuchten Sinngebung durch das lyrische Ich (Oh, fraud) zum Tod Jesu Christi in Beziehung gesetzt.
Was den Jüngern im Neuen Testament wie das Ende, wie eine große Täuschung oder Enttäuschung und Zerstörung vorkommen musste, erscheint nun symbolisch als aufbauend; gerade die Zerstörung ist, wie Hans Combecher in seiner Deutung dieses Gedichtes ausführt, die Erlösung, der Niedergang der unmittelbare Weg zur Erhöhung. Die Jahreszeit des Indian Summer überstrahlt so die „sterbende Natur, mit goldener Glorie“ in Analogie zu der Erlösungstat Christi. Obwohl das Gedicht in der Gegenwart bleibt, erscheint es sowohl auf die Vergangenheit wie auch auf die Zukunft gerichtet. Der in der Natur wirksame Verfall wird in der Erinnerung an den gewesenen Sommer in der Zwischenzeit zur Verheißung einer ewig herrlichen Zukunft, die in der Augenblicksbeobachtung der Vergänglichkeit allen Sinnen zugänglich ist.
Die in dem Gedicht vollzogene Trennung des Sakraments von der Person und Autorität Christi spiegelt in Emily Dickinsons Lyrik trotz des deutlich erkennbaren Zuges einer puritanischen Denk- und Geisteshaltung die typisch amerikanische neuzeitliche Ablösung von den puritanischen Dogmen; die Person Christi wird in Dickinsons Gedicht einfach als „transzendenzbezogenes Symbol“ einer völlig anderen Wirklichkeit zugeordnet. In dieser Hinsicht bietet Indian Summer ein Musterbeispiel für das Nachwirken des puritanisch-calvinistischen Glaubens oder Denkens einerseits und der Säkularisierung seines christlichen Kerns andererseits –, ein typisch amerikanischer, für Europäer zumeist erstaunlicher Wesenszug.
Die Phänomene des Spätsommers, in denen sich sein Schwinden ankündigt, das Noch-Nicht-Wahrnehmbare erspürt und das Vertraute im Unvertrauten wahrgenommen wird, wird ebenso in anderen Gedichten Dickinsons thematisiert, beispielsweise in As Imperceptibly As Grief. Indem sie hier das Bild einer erfahrenen Wirklichkeit entfaltet, die in der offenbaren Ruhe ihrer Erscheinungen zugleich das Geheimnis des Bewegten, des unmerklich Vergänglichen, enthält, bringt sie auch hier das Unbegreifliche und Nicht-zu-Beschreibende des Vorgangs zum Ausdruck, den der Titel des Gedichts ankündigt.
Der Bruch mit klassischen Formen der Lyrik, die zahlreichen Gedankenstriche und die nicht zu Ende geführten Gedanken erschweren allerdings die Interpretation ihres lyrischen Werks.

## Ehrungen
1966 veröffentlichten Simon & Garfunkel den Song Dangling Conversation über das Ende einer Beziehung. Hieraus stammen die Zeilen: And you read your Emily Dickinson/And I my Robert Frost.
Dickinson fand auch Eingang in die bildende Kunst des 20. Jahrhunderts. Die feministische Künstlerin Judy Chicago widmete ihr in ihrer Arbeit The Dinner Party eines der 39 Gedecke am Tisch.

## Emily Dickinson Museum
Das Amherst College gründete 2003 ein Emily Dickinson Museum in den Häusern The Homestead, dem Geburts- und Wohnhaus von Emily Dickinson und The Evergreens, dem Wohnhaus ihres Bruders und ihrer Schwägerin Susan.

## Filmbiografien
Unter der Regie von Terence Davies entstand 2016 der Spielfilm A Quiet Passion, der das Leben von Dickinson von ihrer Schulzeit bis hin zu ihrer künstlerischen Schaffenszeit abdeckt. Die Rolle der Dickinson hat Cynthia Nixon übernommen.
2018 wurde Wild Nights with Emily veröffentlicht, bei dem Madeleine Olnek die Regie führte. In der Rolle der erwachsenen Emily Dickinson ist Molly Shannon zu sehen. Im Fokus steht ihre Liebesbeziehung zu Susan Gilbert.
Im Jahr 2019 wurde eine Serie namens Dickinson auf dem Streaming-Dienst Apple TV+ veröffentlicht. In dieser Produktion übernimmt Hailee Steinfeld die Hauptrolle. Es gibt insgesamt drei Staffeln.

## Ausgaben
- Guten Morgen, Mitternacht. Gedichte und Briefe. Ausgewählt, übersetzt und mit einem Nachwort versehen von Lola Gruenthal. Zweisprachige Ausgabe. Diogenes, Zürich 1997, ISBN 978-3-257-22977-6.
- Dichtungen. Englisch/deutsch. Ausgewählt, übertragen und mit einem Nachwort versehen von Werner von Koppenfels. Dieterich’sche Verlagsbuchhandlung, Mainz. 3. Auflage 2005, ISBN 978-3-87162-037-9.
- Wilde Nächte. Ein Leben in Briefen. Fischer, Frankfurt am Main 2006, ISBN 978-3-10-013907-8.
- Emily Dickinson – Gedichte. Englisch und deutsch. Übersetzt und herausgegeben von Gunhild Kübler. Hanser, München 2006, ISBN 978-3-446-20782-0.
- The Poems of Emily Dickinson. Reading Edition. Ed. R. W. Franklin. Cambridge 1999.
- The Letters of Emily Dickinson. Ed. Thomas H. Johnson. 3 vols. Cambridge, Mass. 1958.
- Sämtliche Gedichte. Englisch/deutsch. Übersetzt, kommentiert und mit einem Nachwort von Gunhild Kübler. Hanser, München 2015, ISBN 978-3-446-24730-7.

## Vertonungen
- Droman Dark: Leaning against the Sun; 1995[14]
- Arturs Maskats: My river runs to thee. 2019, Homage to Emily Dickinson; Musica Baltica
- Marc Pendzich: 1862 – Homage to Emily Dickinson. Komposition, Produktion, Vocals: Marc Pendzich. 2020.
- Kevin Puts, Vertonung von Gedichten der Emily Dickinson und deren Uraufführung in Bregenz 2025: No Prisoner be.[15]